# 拉耶瓜達
拉耶瓜達（西班牙語：La Yeguada），是巴拿馬的城鎮，位於該國中西部，由貝拉瓜斯省的卡洛弗雷區負責管轄，面積131.6平方公里，海拔高度627米，2010年人口1,353，人口密度每平方公里10.3人。